# Подкрутка

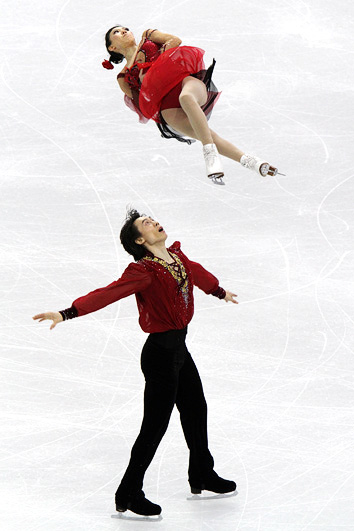
Подкрутка в исполнении Пан Цин и Тун Цзянь.

Подкру́тка — обязательный элемент в парном фигурном катании. В подкрутках партнёр подбрасывает партнёршу в воздух, ловит её и ставит на лёд. В воздухе партнёрша совершает вращение («закручивается»), как в прыжке, только на большей высоте. Это вращение она приобретает с помощью усилий партнёра и собственной группировки. Партнёр должен поймать партнёршу за талию до её приземления.
Фазовая структура подкруток включает разбег, подготовку к отталкиванию, активное отталкивание партнёрши, вращение её в воздухе, хват партнёра за талию партнёрши с её последующим опусканием, выезд.
По характеру работы мышц партнёрши подкрутки близки к выбросам. В своей книге «Биомеханика движений фигуриста» Алексей Мишин пишет, что при выполнении подкруток «в наибольшей степени должна проявляться согласованность действий партнёров». Он также считает, что подкрутки являются элементами, в которых велика опасность травматизма.

## Типы подкруток
- По способу отталкивания партнерши — тулуп, лутц или флип (оцениваются одинаково) и аксель. Подкрутки оцениваются заметно ниже, чем соответствующие по оборотам прыжки у одиночников.
- По количеству оборотов — одинарная, двойная, тройная и четверная. В настоящее время фигуристы, как правило, выполняют подкрутку в два или три оборота.[4]
- По числу черт сложности согласно Новой судейской системе различают подкрутки 1-го, 2-го, 3-го и 4-го уровня.[5]

Черты сложности, определяющие уровень подкрутки:
- 1) Шпагат партнерши (каждая нога хотя бы 45° от оси тела);
- 2) Прием партнерши руками сбоку талии (её ладони, руки, верхняя часть тела не касаются партнера);
- 3) Позиция партнерши в воздухе с рукой (руками) над головой (минимум 1 полный оборот);
- 4) Сложный отрыв (шаги/движения обоих партнеров, непосредственно предшествующие отрыву).
- 5) Опускание прямых рук партнёра на уровень своих плеч и ниже.

Число черт, нужных для Уровня: 2 для Уровня 2, 3 для Уровня 3, 4 для Уровня 4.

## История
До конца 1960-х пары выполняли одинарную подкрутку. В конце 1960-х — двойную. На чемпионате мира 1972 пара из ГДР Мануэла Грос — Уве Кагельман единственная из всех участников выполнила тройную. И уже в 1977—78 советская пара Марина Черкасова — Сергей Шахрай сенсационно выполняли четверную подкрутку, причем это был первый элемент в 4 оборота в фигурном катании вообще (на 11 лет ранее одиночников).